# Necrofilia
La necrofilia es una parafilia caracterizada por una atracción sexual hacia cadáveres. La palabra proviene del griego νεκρός (nekros, 'cadáver' o 'muerto') y φιλία (filia, 'amor' o 'atracción').
El origen del término parece ser la obra escrita en 1886 por el psiquiatra alemán Krafft-Ebing Psychopathia Sexualis ('psicopatía del sexo').

## Situación jurídica
El Código Penal de España establece en el artículo 526 que: 

«El que, faltando al respeto debido a la memoria de los muertos, violare los sepulcros o sepulturas, profanare un cadáver o sus cenizas o, con ánimo de ultraje, destruyere, alterare o dañare las urnas funerarias, panteones, lápidas o nichos será castigado con la pena de prisión de tres a cinco meses o multa de seis a 10 meses.»

En los Estados Unidos, la mayoría de los estados proscriben esta práctica, aunque formulan la mayor parte del tiempo la prohibición con el término eufemístico de «abuso sobre un cadáver». Hasta 2004, California poseía leyes contra la mutilación de cadáveres y la profanación de tumbas, pero nada específico acerca del acto sexual con un cadáver. El 10 de septiembre de 2004, el gobernador Arnold Schwarzenegger firmó un proyecto de ley que criminaliza tales actos, con una pena máxima de ocho años de prisión.

## Casos

### Víctor Ardisson
Apodado «el vampiro de Muy», este necrófilo cometió más de cien casos en Francia, entre fines del siglo XIX y principios del XX.

### Henri Blot
Fue procesado por vandalismo en 1886, con 26 años de edad. Su delito consistió en introducirse a medianoche en el cementerio de Saint Ouen, desenterrar el cadáver de una joven de 18 años y realizar el acto sexual con este. Tras el acto se durmió, huyendo a la mañana siguiente por temor a ser descubierto. Meses más tarde realizó lo mismo, pero fue encontrado (se había quedado dormido nuevamente). Durante el juicio, en el que fue condenado a dos años de prisión, le dijo al magistrado: «¿Qué quiere usted? Cada uno tiene sus pasiones, y la mía son los cadáveres».

### Carl Tanzler
Carl Tanzler era un radiólogo de Key West (Florida) que desarrolló una obsesión mórbida por Elena Milagro Hoyos (1910-1931), una de sus pacientes que murió de tuberculosis en 1931 en el hospital. Con el permiso de sus padres Carl Tanzler mandó a construir un mausoleo para evitar que se descompusiera bajo tierra. Visitó la tumba cada noche y antes de 1933 había llevado el cuerpo a su casa y lo había metido en su cama. Restauró su cuerpo como mejor pudo y tenía un guardarropa lleno para vestirla.

### Asesinos en serie
La necrofilia también ha sido un motivo de algunos asesinos en serie, incluyendo los asesinos Ed Gein, Richard Chase, Luis Alfredo Garavito, Tsutomu Miyazaki, Winston Moseley, John Reginald Halliday Christie, Jeffrey Dahmer y Ted Bundy. Muchos otros asesinos han descrito una excitación sexual durante el asesinato.

## Consentimiento
El acto sexual con cadáveres generalmente está considerado como algo socialmente inaceptable; se presume que la persona no habría consentido ese acto cuando estaba viva. Virtualmente todas las sociedades humanas consideran este acto como una falta de respeto simbólica. En algunos casos sin embargo, los actos de necrofilia pueden llegar a ser consensuados, un ejemplo de ello es el caso de "El Caníbal de Rotemburgo" cuyo nombre real es Armin Meiwes, en el que la víctima dio su consentimiento para su mutilación y posterior asesinato, todo con el fin de ser comido por Meiwes.

## Necrofilia en el nuevo psicoanálisis
En la psicología social analítica de Erich Fromm, se explica el gusto por la violencia y la destrucción, el deseo de matar y la atracción por el suicidio y el sadismo. En un sentido no sexual, Fromm entendía la necrofilia no como la expresión de un instinto sexual derivado de la muerte, sino como la consecuencia de llevar una vida sin estar realmente vivo. Para Erich Fromm la necrofilia es lo opuesto a la biofilia, y es junto con la fijación simbiótica y el narcisismo, uno de los tres mayores males de la humanidad. Según Fromm, la carencia de amor en la sociedad occidental conduce a la necrofilia. El necrófilo vive mecánicamente, convierte los sentimientos, procesos y pensamientos en cosas. Tiende a querer controlar la vida, a hacerla de cierto modo predecible. Erich Fromm afirma que, puesto que la única seguridad de la vida es la muerte para el necrófilo, este anhela la muerte, la adora. Para Fromm, la necrofilia se observa en el actual mundo occidental en las fachadas hechas de hormigón y acero, en el armamento moderno y la carrera nuclear, en la idolatría hacia la tecnología de las grandes máquinas (tecnofilia), la pérdida de recursos con el consumismo y el trato hacia las personas como cosas (burocracia).

## Necrofilia en la cultura popular

### Necrofilia en la ficción
Las relaciones románticas entre amor y muerte son un tema frecuente en el arte occidental.
- En la leyenda griega de la Guerra de Troya el héroe Aquiles mata a Pentesilea, la reina de las amazonas, al levantarle el casco y mirarla Aquiles quedó sobrecogido por su belleza y se puso de luto por su muerte. Uno de sus soldados Tersites le puso en ridículo por esto y le acusó abiertamente de necrofilia, por lo cual Aquiles lo mató. (En algunas versiones la acusación de Tersites no es infundada, ya que Aquiles habría quedado tan sobrecogido por la belleza de Pentesilea que habría sido incapaz de contener su lujuria, incluso después de su muerte).
- En la mitología egipcia Isis copula con el cadáver de Osiris y de este modo puede dar a luz a Horus.
- En Nana (Lullaby) de Chuck Palahniuk el protagonista tiene sexo con su esposa, la cual (aunque el protagonista lo desconozca) está muerta.
- Edgar Allan Poe describió una vez la muerte de una mujer joven y bonita como una de las imágenes más hermosas (Sin embargo, no quería decir con esto que fuera una buena cosa que las mujeres jóvenes y bonitas murieran; para él el dolor y la melancolía eran fuentes de belleza) además su poema Annabel Lee incluye al final un tema necrófilo similar al que se insinúa en relatos como Ligeia, Morella y Berenice.
- En Noches Lúgubres de José Cadalso, el protagonista de la historia desentierra el cuerpo de su amada para darle el último adiós besándola, ya que había sido enterrada antes de que el enamorado la viera. Se dice que este hecho ocurrió realmente en la vida de Cadalso.
- La escandalosa obra de teatro de Oscar Wilde Salomé basada en la historia de una princesa judía que bailó la danza de los siete velos para el tetrarca Herodes, a cambio de la cabeza de Juan el Bautista. Cuando Salomé finalmente recibe la cabeza del profeta cristiano, recita un monólogo erótico lleno de insinuaciones necrófilas. Varias representaciones pictóricas, particularmente las de Gustave Moreau y Aubrey Beardsley también aluden a este subtexto.
- Los autores colombianos Andrés Caicedo y Ricardo Abdahllah han recurrido a la necrofilia como argumento, el primero en el cuento «Berenice», el segundo en «Ilana».
- En el cuento de H.P. Lovecraft «Los amados muertos» (The Loved Dead) las acciones del protagonista giran en torno a sus sensaciones hacia gente muerta, empezando con su propio abuelo.
- En la obra de Isabel Allende La casa de los espíritus se muestra un episodio de necrofilia durante el proceso de una improvisada autopsia en una cocina.
- La escritora francesa Gabrielle Wittkop publicó en 1972 su novela El Necrófilo, donde relata, en forma de diario, los encuentros necrófilos de un anticuario.

Una extensión de la conexión emocional entre amantes es el amor de una persona que permanece hasta la muerte. Algunas historias de fantasmas se centran en el amor de una persona difunta hacia un individuo vivo, manifestándose en la forma de un fantasma o poltergeist palpable. Mientras que se considera una imagen romántica el que una persona muera en brazos de su amante, la actividad sexual con los muertos generalmente se considera tabú, aunque ha aparecido recientemente en cine y música.
Resurrección erótica es un tipo de subgénero en el que una persona regresa de un estado de falta de sensibilidad (muerte o coma) a través de alguna expresión, algunas veces físicamente gráfica, de amor sexual o romántico. Un ejemplo de esto está en el cuento de hadas de la La bella durmiente.

### Necrofilia en el cine
- En 1980 el artista John Duncan compró un cadáver y se dice que grabó actos sexuales con él.[8]
- La película de terror de culto Re-Animator, basada libremente en un cuento de H.P. Lovecraft contiene un caso memorable de «necrofilia inversa». En la película, un cirujano decapitado es devuelto a la vida y después planea secuestrar y agredir sexualmente a la hija del decano de la escuela médica de la Universidad de Miskatonic.
- La controvertida película alemana Nekromantik ofrece una representación gráfica de necrofilia.
- La película canadiense de 1996 Kissed también trata crudamente el tema de la necrofilia.
- En el cortometraje español Aftermath un funerario practica necrofilia con un cuerpo al cual le efectuaba una autopsia.
- En un episodio de The X-Files llamado «Irresistible» Mulder y Scully investigan a un maniaco con tendencias necrofílicas, en un episodio que no era de trama paranormal.
- En la película española el cadáver de Anna Fritz un camillero invita a sus dos amigos a tener sexo con el cadáver de la bellísima modelo Anna Fritz.

### Necrofilia en la música
Numerosos artistas musicales han examinado la conexión romántica entre la muerte y el amor. A finales de los años 60 en el disco de The Velvet Underground llamado «White Light/White Heat» la canción titulada I Heard Her Call My Name, Lou Reed hace clara referencia a una relación necrofílica. En los años 70, el autor de heavy metal Alice Cooper compuso algunas canciones relacionadas con la necrofilia (I Love the Dead, Cold Ethyl). En 1993, el videoclip de la canción Last Dance with Mary-Jane de Tom Petty mostraba al cantante simulando diversas poses románticas con una mujer muerta (interpretada por Kim Basinger).
La banda de género musical Metal industrial, Rammstein aborda este tema en su canción Heirate Mich, que trata de un hombre que está de luto por su esposa y va al cementerio de la iglesia a visitarla en varias ocasiones, pero aunque llega a besarle y tenerla en sus brazos, no llega a consumar su acto.
Este tema regularmente es abordado por grupos de Pornogrind y otros subgéneros dentro del metal y el hardcore. Slayer ha dedicado canciones a Ed Gein y grupos más radicales como Blasphemator se han ocupado del tema. La banda Cannibal Corpse tiene varias canciones sobre necrofilia, tales como Stripped, Raped And Strangled, Necropedophile, I Cum Blood y Born in a Casket, irónicamente también tienen canciones donde los muertos vuelven a la vida y violan a personas vivas como Necrosadistic Warning y Post Mortal Ejaculation. La banda Avenged Sevenfold narra en la canción A Little Piece Of Heaven el asesinato de un joven a su novia, y como realiza actos sexuales con el cadáver de esta. El cantautor mexicano Armando Palomas compuso "Necrofilia Enamorada", perteneciente a su disco Llamadas Perdidas (2005).
El cantante ecuatoriano Julio Jaramillo interpretó "Bodas Negras", un poema atribuido a dos poetas latinoamericanos distintos: Carlos Borges (venezolano) y Julio Flórez (Colombiano). El poema, en la voz de Julio Jaramillo, es un recordatorio de que la canción popular es también un espacio artístico para exaltar el terror y el horror cuando el tema amoroso incursiona en el terreno oscuro de la melancolía y el dolor. En este caso, no sin cierto humor negro y retorcido, como en los siguientes versos:
"Ató con cintas los desnudos huesos /
el yerto cráneo coronó de flores /
la horrible boca la llenó de besos /
y le contó sonriendo sus amores./"

## Entre animales

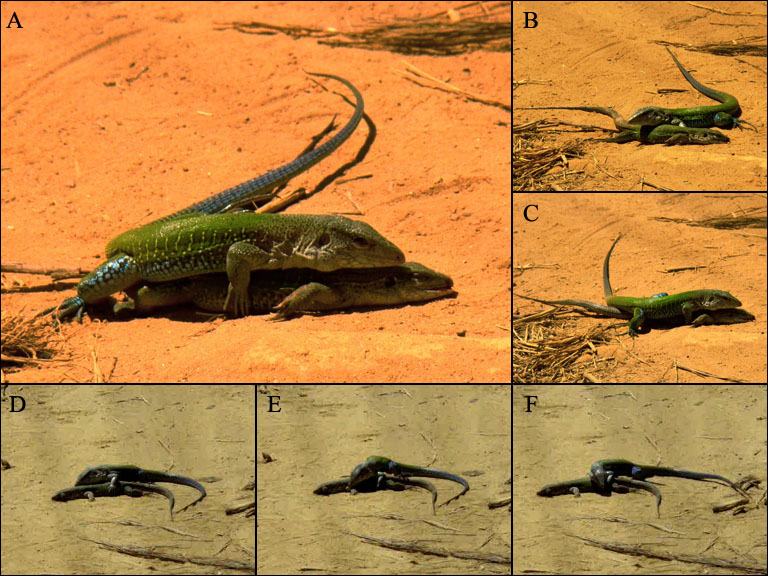
Un macho adulto de ameiva gigante (Ameiva ameiva) monta un cadáver de hembra e intenta empajerar su cloaca con la de la hembra

La necrofilia no es desconocida entre animales, habiéndose efectuado varias observaciones confirmadas. Kees Moeliker observó uno de estos casos mientras estaba en su oficina, en el Natuurmuseum Rótterdam. De repente oyó el característico ruido de un pájaro que golpeaba la fachada de cristal del edificio. Al salir a inspeccionar, descubrió un ánade real que yacía muerto a unos dos metros del edificio. Junto a él había un segundo pato, vivo. Mientras observaba la extraña escena, el pato se subió al cadáver y empezó a copular con él. El acto necrófilo duró unos 75 minutos durante los cuales, según Moeliker, el pato tomó dos pequeños descansos antes de proseguir con su actividad de cópula. Moeliker conjeturó que en el momento del choque con la ventana los dos ánades reales estaban en medio de un comportamiento habitual en los patos llamado violación en vuelo. Según Moeliker: «Cuando uno de ellos murió, el otro simplemente fue a por él sin tener ninguna reacción negativa- Bueno, no tuvo ninguna reacción». Este es el primer caso registrado de necrofilia homosexual en el ánade real, aunque no es el único de homosexualidad en las aves.